# Asociația Municipală de Fotbal București
Asociația Municipală de Fotbal București este o asociație fotbalistică din București care se ocupă cu organizarea competițiilor de Liga a IV-a și Liga a V-a, Cupa României, Campionatul de Copii și Juniori și Campionatul de Futsal la nivel municipal.